# Ksani
Ksani (en georgiano: ქსანი; en osetio: Чысандон, Chysandon) es un pequeño río en el centro de Georgia, que se levanta en la ladera sur de la cordillera del Cáucaso Mayor en Osetia del Sur y desemboca en el río Kura. Ksani (tanto  el río como el nombre) son asociados a menudo con la fortaleza medieval Georgiana de Ksani que se encuentra cerca del río Ksani.